# Thermotesia violascens
Thermotesia violascens är en fjärilsart som beskrevs av William Schaus 1904. Thermotesia violascens ingår i släktet Thermotesia och familjen mott. Inga underarter finns listade i Catalogue of Life.